# Districte d'Azamgarh
El districte d'Azamgarh és una divisió administrativa de l'Índia a l'estat d'Uttar Pradesh, divisió d'Azamgarh. La capital és Azamgarh.

## Divisió administrativa
Està dividit en set tehsils, 22 block de desenvolupament, i 4.106 pobles (dels que 3792 estan habitats). La superfície és de 4.054 km² i la població de 3.939.911 habitants (2001). Els tehsils són:
- Sadar (blocs de Palhani, Rani ki Sarai, Sathiyanv i Jahanaganj)
- Nijamabad (blocs de Tahbarpur, Muhammadpur i Mirjapur)
- Phoolpur (blocs de Phoolpur, Martinganj i Pawai i parcialment Ahraula)
- Boodhanpur (blocs d'Atrauliya, parcialment Ahraula i Koyalasa)
- Lalganj (blocs de Lalganj, Thekma i parcialment Tarwan)
- Mehnagar (blocs de Mehnagar, part de Tarwan i Palhna)
- Sagari (blocs de Azamatgarh, Haraiya, Bilariyaganj i Maharajganj).

## Districte sota domini britànic
Sota domini britànic el districte formava part de la divisió de Benarés i després de la divisió de Gorakhpur, a les Províncies del Nord-oest; tenia el 1872 una població d'1.531.482 habitants i 6643 km²; el 1881 la població era d'1.604.654 habitants repartits en 4.641 pobles. El 85% eren hindús; les ciutats principals eren Azamgarh, Mau, Mubarakpur, Muhammadabad, Dubari, Kopaganj, Walidpur, i Sarai Mir. Estava dividit en cinc tahsils: Azamgarh, Deogaon, Mahul (capital Atrauli), Sagri (capital Jianpur), i Muhammaddbad als que es va afegir el tahsil de Ghosi el 1904. El 1901 la superfície era de 5716 km² i la població d'1.529.785 habitants repartits en 12 viles i 4688 pobles. El 1891 la població era d'1.728.625, i el 1901 d'1.529.785.

## Tahsil d'Azamgarh
El tahsil d'Azamgarh o Nizamabad, on era la capital, tenia 1145 km² i una població (1881) de 278.611 habitants. La superfície el 1901 era de 813 km² i una població de 264.114 habitants (289.488 el 1891).

## Geografia
Els rius principals són el Gogra o Ghagra, el Tamsha i el Chhoti Sarju (Choti Saryu)

## Història
El districte fou habitat originalment per bhars, suiris, sengaries i cherus. Els bhars van ocupar el país que havia format part del mític regne d'Ayodhya en temps de Rama. Un cap bhar de nom Asildeo hauria viscut a Dihaduar a la pargana Mahul (tehsil Phoolpur) i hauria construït cisternes i altres monuments, però els rajputs el consideren un dels seus. Va formar part del regne de Kosala (que tenia a orient el regne de Magadha, al nord-est el territori dels Vriji-Lichchhavis i els dels malles, al nord als sakyas, a l'oest els surasena i al sud i sud-oest el regne de Vatsa, amb Kausambi com a capital) excepte la part nord-occidental que pertanyia al regne de Malla.
Llavors van arribar els rajputs que van expulsar els bhars (els que dominaven la major part); després van arribar els bhuinhars que deien ser bramans purs però que podrien ser kshattriya o una barreja de bramans i kshattriya, que van suplantar als rajputs.
La tercera invasió fou la dels musulmans; la segona batalla de Tarain el 1192 va establir el poder dels gúrides a l'Índia però la regió que després fou Azamgarh encara en va quedar fora; formava llavors part del regne de Kanauj i el 1193 a la mort de Jayachandra la regió entre Benarés i Gaya incloent Azamgarh va passar a Shihab al-Din (Muizz al-Din Muhammad) el virrei gúrida, a la mort del qual el 1206 es va formar el sultanat de Delhi per part del general Qutb-ad-Din Àybak.
Al final del segle xiv Jaunpur es va independitzar i els reis sharki d'aquesta província van establir el seu govern sobre la regió que després fou Azamgarh; caiguda la dinastia de Juanpur va retornar a Delhi i Sikandar Lodi va edificar el fort de Sikandarpur.
Va seguir la sort de Delhi; al segle xvii Abhiman Chandra Sen, de la família Gautam dels rajputs, que s'havia fet musulmà i estava al servei dels mogols, va esdevenir prou ric i poderós per adquirir per compra Daulatabad; els seus descendents, entre els quals Azam Khan i Azmat Khan, sistemàticament van saquejar el territori del districte, incorporant-lo al seu estat i a finals del segle dominaven tot el districte per la força de les armes (excepte Mahul) entre el riu Gumti i el districte de Ghazipur; el 1665 el thakur Azam Khan, va fundar Azamgarh al lloc dels llogarets d'Ailwal i Phulwaria. Azam Khan va morir a Kanauj el 1675 i el seu germà Azmat Khan fou atacat per Chabile Ram i va fugir al nord intentant creuar el Ghaghra a Goralkhpur però s'hi van oposar la gent de l'altre costat que el van matar o va morir ofegat en intentar fugir nedant (1688). L'estat va passar probablement a Ekram Kham i Mohhabat o Mahabat Khan, fills d'Azam Khan, en feu de Juanpur (altres dos fills foren portats a Juanpur com a ostatges). El successor d'Ekram (no va deixar hereus i el va succeir el fill de Mohhabat, Iradat Khan) fou finalment confirmat com a sobirà del zamindari; Mohhabat fou el verdader sobirà en nom del seu fill. Mohhabat fou popularment conegut com "el raja d'Azamgarh" i sota el seu govern el país va arribar al seu major esplendor.
El Khan-i Khanan de Jaunpur, un dels grans feudataris del virregnat de Lucknow, tenia el territori dins els seus dominis i rebia un tribut anual, però el 1731, Mohhabat o Mahabat Khan, zamindar d'Azamgarh, va refusar el pagament, va fortificar la capital i es va enfrontar al sobirà de Jaunpur; les forces dels dos enemics es van enfrontar a Tilasra i Mahabat va obtenir la victòria; Jaunpur fou envaït i el seu governant va demanar ajut a Saadat Khan, el virrei d'Oudh, que va enviar un important exèrcit. Mahabat Khan va haver de fugir a Gorakhpur, però fou capturat i el poder de la seva nissaga es va acabar; nominalment tres membres de la família el van succeir però sota el seu govern tots els territoris a Jaunpur i Ghazipur es van perdre i al final només conservaven el territori d'Azamgarh.
El 1758 Azambgarh fou declarada chakla d'Oudh i la seva administració assimilada a la del resta de territori d'Oudh. El territori va restar en pau excepte per l'agitació creada pel rebel Nadir Khan, un membre adoptiu de la família de Chandra Sen, i el govern dels wazirs de Lucknow es va mantenir fins al 1801.
El 1801 el districte fou cedit a la Companyia Britànica de les Índies Orientals junt amb altres territoris, a canvi de la condonació d'un subsidi militar i altre carregues a les que el tresor de Lucknow no podia fer front. Nadir Khan va reclamar els seus drets a la Companyia però no fou escoltat, però després els seus fills van rebre el títol de raja i una pensió, i els seus descendents encara conserven el títol. Azamgarh va formar part llavors de les Províncies del Nord-oest dins el districte de Gorakhpur que es va formar aleshores. El 1820 part del districte fou transferit a Jaunpur i part a Ghazipur i el 1823 es va formar el subcol·lectorat d'Azamgarh amb algunes parganes de Jaunpur; el 18 de setembre de 1832 es va constituir el districte separat, del que formava part el que després fou el districte de Ballia. El 1818 hi va haver una calamarsada que va arruïnar les collites i el 1819 el gel les va tornar a destruir.
El 1857 fou centre d'un motí dels sipais quan el 17 Regiment d'infanteria nativa es va revoltar el 3 de juny de 1857. El tresor local fou portat pels rebels a Faizabad i els europeus van fugir a Ghazipur. El 16 de juny Venables i Dunne i tropes que venien de Ghazipur, van tornar a la ciutat i la van recuperar, però els rebels van passar al contraatac i els van expulsar i el dia 28, després del motí a Dinapur, els europeus van retornar a Ghazipur. Els palwars van dominar la ciutat del 9 al 25 d'agost però el 26 d'agost en foren expulsats per gurkhes lleials i el 3 de setembre van retornar les autoritats civils. El dia 20 els Palwars dirigits per Benu Madhu foren derrotats no gaire lluny de la ciutat i l'autoritat britànica a part del districte va quedar restablerta. El novembre fou ocupada Atraulia i el gener de 1858 els gurkhes dirigits per Jang Bahadur van avançar des de Gorakhpur cap a Faizabad, i van expulsar els rebels. Kuar Singh que fugia de Lucknow va entrar al districte el febrer i fou atacat pels britànics a Atraulia, però aquestos foren derrotats i els rebels van assetjar Azamgarh fins a la meitat d'abril, quan Kuar Singh fou derrotat per una força dirigida per Sir E. Lugard, i el cap rebel va fugir del districte i va morir al creuar el Ganges; bandes de rebels van seguir operant a alguns tahsils i thanes fins a l'octubre quan un contingent manat pel coronel Kelly va pacificar el territori.
El 1871 i 1872 hi va haver greus inundacions i el 1872 i 1873 hi va haver una gran escassetat i molt morts de fam especialment a Mau. La sequera del 1891 al 1900 va provocar també la fam especialment el 1896.

## Jaciments arqueològics
- Diversos forts del bhars, el més gran el de Ghosi
- Excavació entre els rius Kunwar i Nangai.
- Túnel al fort Bindraban que corre més d'un km fins al Narja Tal.
- Capella de Bhairo, a Maharajganj, a la pargana Gopalpur
- Inscripció en taula de coure del rei Harshavardhana de Kanauj, datada el 631, trobada a Madhuban
- Ciserna a Madhuban construïda el 1144
- Fort rajput de Mehnagar.